# 三好康兒
三好康児（日语：／ Miyoshi Kōji，1997年3月26日—），日本足球運動員，日本國家足球隊成員，現效力於德甲球會波鸿。

## 俱樂部生涯
三好康儿1997年出生于神奈川县川崎市，2012年三好康儿先进入当地和川崎前锋合作学校中也岛小学，在小学一年级的时候，三好康儿受到哥哥影响，开始踢足球，小学3年级之前是参加的课外足球学校，然后从小学5年级开始进入了川崎前锋的青训营，一般日本较为正规的足球培训都是从小学四年级开始。
他由于表现出色，小学四年级就进入了川崎前锋U12梯队，随后又历经了U15和U18梯队。在初中2年级，也就是仅只有14岁的时候，三好康儿因为表现突出，结果被教练组提升进了川崎前锋U18青年队。
2014年，三好康儿未满17岁的时候，就提前得到了川崎前锋的青睐，直接内定成为了俱乐部的签约选手。2014年9月，三好康儿拿到了俱乐部的第二种类契约（即非职业预备军）。第二年年满18岁后，三好康儿转为正式合同，和同为日本U22的球员板仓滉一起升级进入了一队。
2015年4月4日，日职联赛第4轮川崎前锋对阵新潟天鹅的比赛中替补登场，完成了职业联赛首秀。2016年7月2日，在日职联赛川崎前锋对阵仙台维加泰，三好康儿下半时第42分钟替补出场后，打进了自己在日职联赛的第一球。
2017年10月8日，在日本联赛杯半决赛次回合的比赛中独中两元，帮助球队晋级决赛。10月21日，在日职联赛第30轮对广岛三箭的比赛中打进一球，是三好康兒在日职联赛中打进的第一球。
2018年因为球队内部的调整，三好康儿租借加盟札幌冈萨多，三好康儿成为了球队主力前腰，27次出场攻入了4球5助攻。
2019年赛季初，川崎前锋将三好康儿租借到横滨水手，租借条款中包含了本赛季结束后买断的条款，在加盟横滨水手后，三好康儿逐渐成为了主力，三好康儿在2019年赛季日职联赛中出场13次，在联赛第12轮主场对神户胜利船的比赛中，替补登场的他在19分钟时间里梅开二度，帮助球队4-1锁定胜局。
川崎前锋官方消息，日本国脚三好康儿以租借形式加盟比甲球队皇家安特卫普，租借期为一个赛季。比甲第七轮皇家安特卫普客场2-1击败安德莱赫特，三好康儿第82分钟替补出场迎来留洋首秀，并在第87分钟打入精彩远射绝杀对手。
2020年3月28日，比甲球队安特卫普官方宣布买断去年8月份从川崎前锋租借加盟的日本球员三好康儿，合同期限到2023年6月份。2023年，三好康儿为俱乐部赢得了66年来的首个联赛冠军。
2023年6月，与皇家安特卫普的合同到期后，三好康儿加盟英冠俱乐部伯明翰城。他在8月5日 1-1 战平斯旺西的比赛中替补登场，完成了自己在伯明翰的首秀。在8月29日 2-0 战胜布里斯托尔城队的比赛中，三好康儿打进了他在伯明翰队的第一个进球。

## 國家隊生涯
2011年起三好康兒曾入选各级国家队，小学六年级三好康儿获得全国少年足球大赛八强，还参加了在法国举行的世界大赛，并成为日本国字号梯队的常客。2013年U17世界杯、2017年U20世界杯，他帮助日本国青双双杀入16强，还在2016年U19亚锦赛中贡献两球，为球队夺冠立下大功。
2018年夏天的2018年雅加达亚运会，三好康儿在出场的4场比赛中，有3场佩戴上了队长袖标。
凭借2019年赛季在横滨水手出色的表现，三好康儿入选了2019年美洲杯大名单，这也是他首次入选日本国家足球队。在美洲杯小组赛首轮对阵智利，当时三好康儿替补出场上演了他在国家队的首秀。
2019年6月21日，2019年美洲杯小组赛次轮，日本2-2战平乌拉圭的比赛中攻入2球，当选当场比赛的最佳球员。据权威数据网站Opta统计，他也成为2004年之后第一个在美洲杯对阵乌拉圭的比赛中上演梅开二度的球员。

## 外部連結
- （日語）J.League Data Site（页面存档备份，存于）
- 三好康児 - 北海道コンサドーレ札幌オフィシャルサイト
- 川崎フロンターレによる公式プロフィール
- 三好康兒 – FIFA國際賽競賽紀錄 (存檔)（英文）
- 三好康兒的X（前Twitter）